# Mansfield (Luizjana)
Mansfield – miasto w Stanach Zjednoczonych, w stanie Luizjana, w parafii DeSoto.